# اوروسی
اوروسی (به ایتالیایی: Orosei) یک کومونه در ایتالیا است که در استان نیورو واقع شده‌است.

## خصوصیات
اوروسی ۹۰٫۴ کیلومترمربع مساحت و ۶٬۱۴۸ نفر جمعیت دارد.

## خواهرخوانده
شهرهای مارسچیانو، ترامبله آنفرانس و پرنیک خواهرخوانده‌های اوروسی هستند.

## نگارخانه

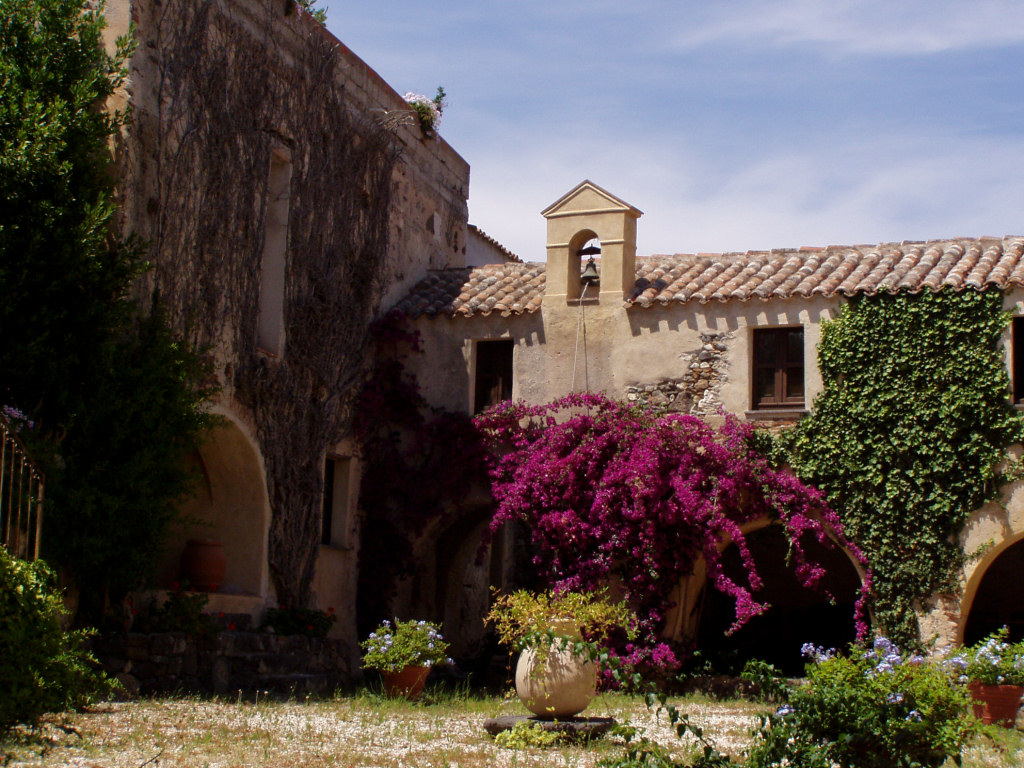
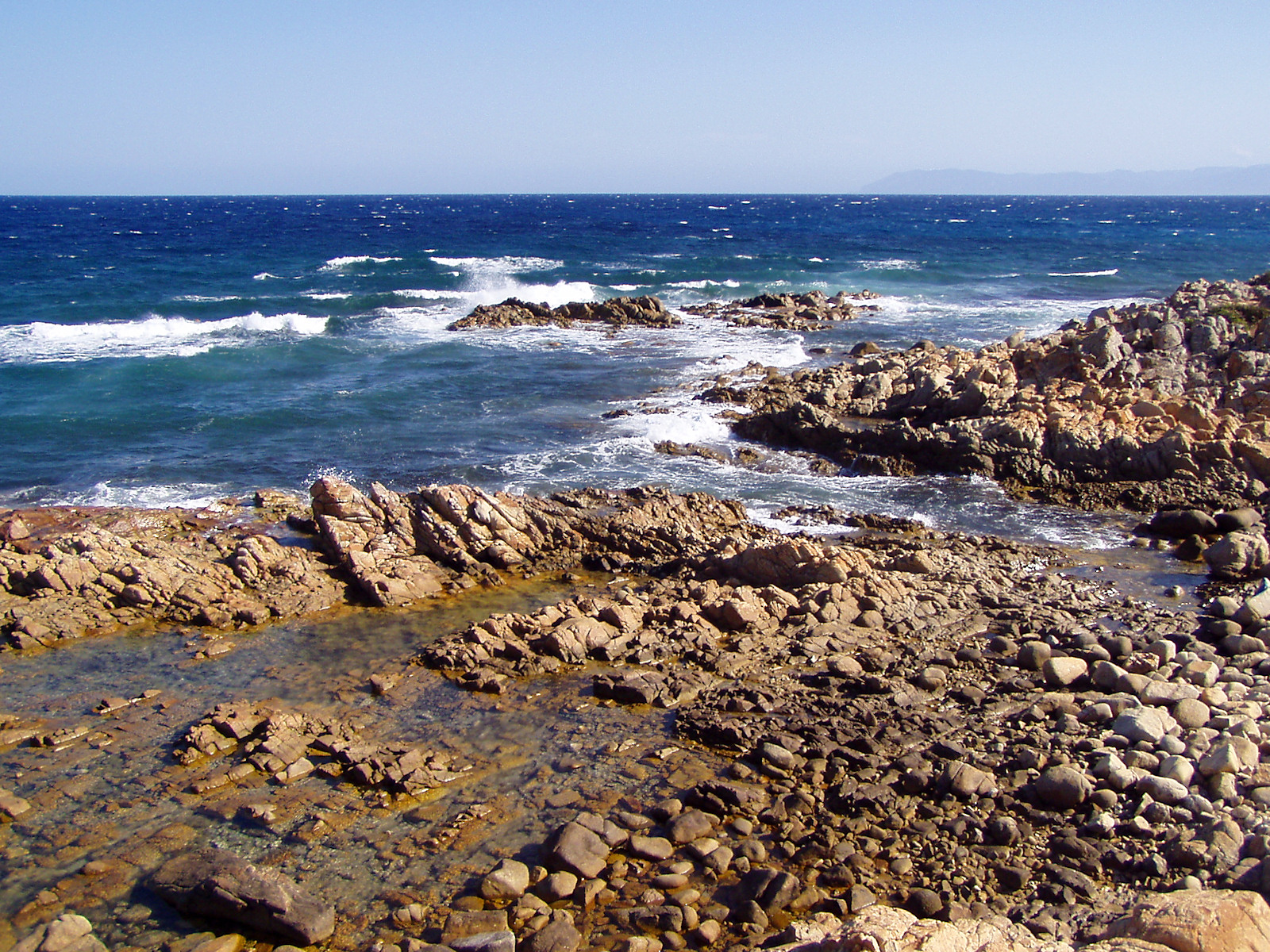
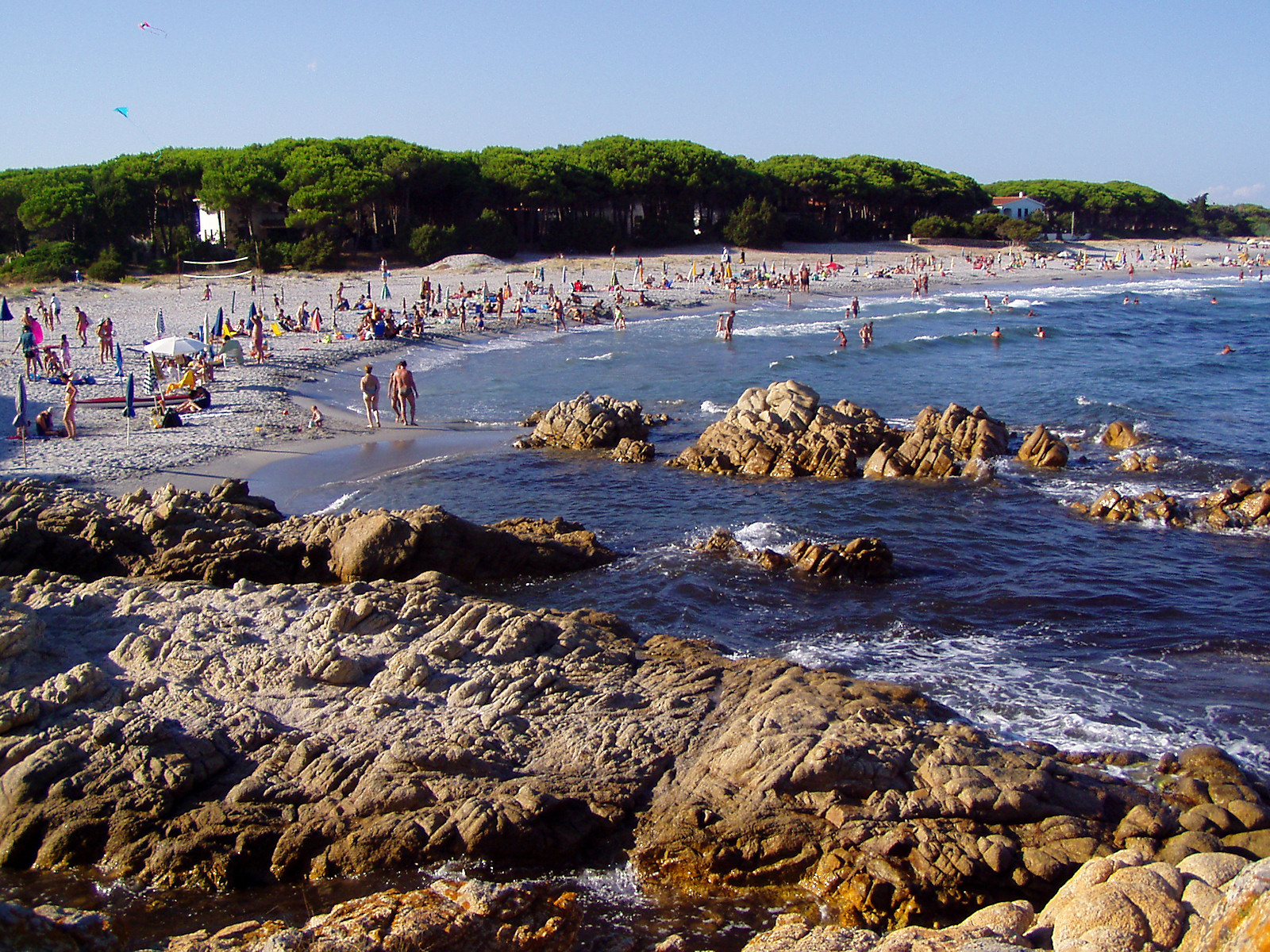
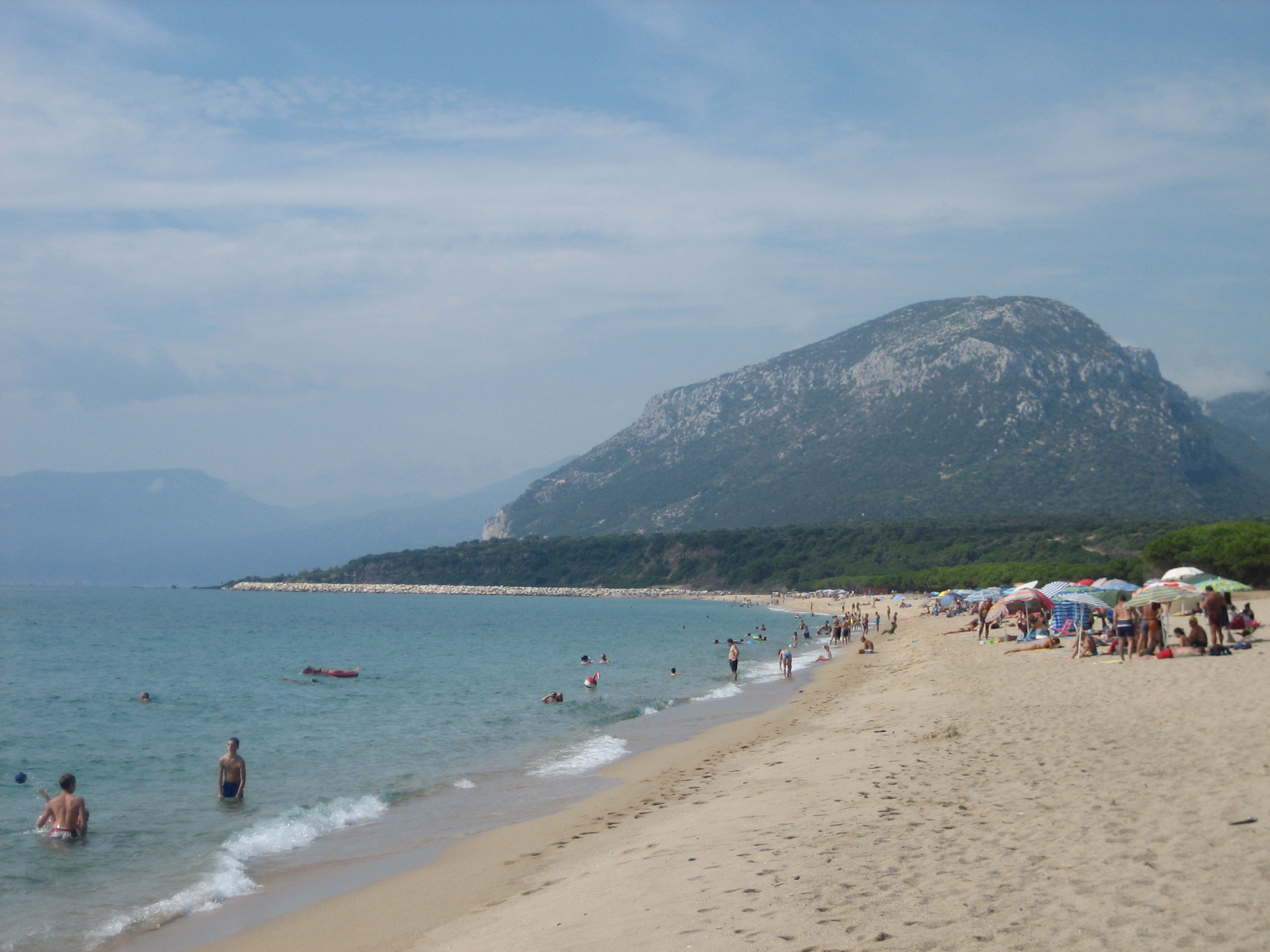
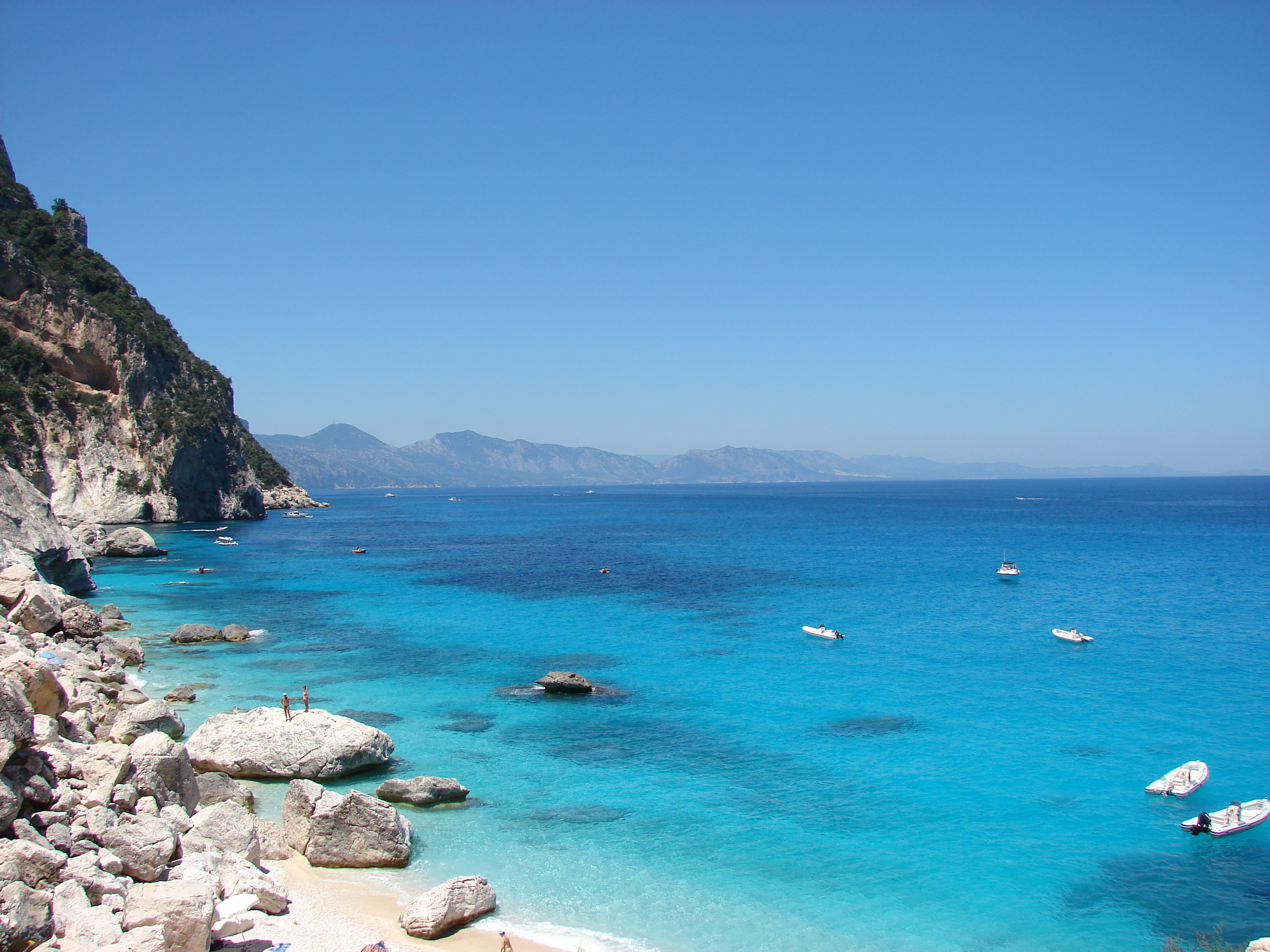